# アスカル・アイトマトフ
アスカル・アイトマトフ（1959年1月5日 - ）は、キルギス共和国の外交官。元外務相。

## 経歴
フルンゼ市出身。キルギス人。1981年、モスクワ国立大学附属アジア・アフリカ諸国大学を卒業。
- 1982年～1983年 - ソ連外務省中東課職員
- 1983年～1987年 - 駐トルコ大使館職員
- 1987年～1990年 - ソ連外務省情報局職員
- 1990年～1992年 - キルギス共和国外務省情報・政策課主任
- 1992年～1994年 - 外務次官
- 1994年～1996年 - 駐国連代表代行
- 1996年～1998年 - 大統領顧問
- 1998年～2002年 - 大統領府対外政策課主任
- 2002年6月～2005年 - 外務相

2005年から「国際ユーラシア・イニシアチブ財団」総裁。

## パーソナル
東洋史を専門とする。英語、トルコ語、フランス語を話す。